# Rejdová
Rejdová (in ungherese Sajóréde, in tedesco Neuhaus) è un comune della Slovacchia facente parte del distretto di Rožňava, nella regione di Košice.